# Belmont (wieś)
Belmont – wieś w Stanach Zjednoczonych, w stanie Wisconsin, w hrabstwie Lafayette.